# Smashing the Opponent
Smashing the Opponent è un singolo degli Infected Mushroom pubblicato nel 2009 da HOMmega Productions, estratto dall'album Legend of the Black Shawarma.

## Tracce
1. Smashing The Opponent (Album Mix) – 4:10
2. Smashing The Opponent (Timo Maas Mutant Dub Mix) – 8:34
3. Smashing The Opponent (Adam White Perfecto Remix) – 9:42
4. Smashing The Opponent (XI Remix) – 6:53
5. Smashing The Opponent (Robert Vadney's Vicious Remix) – 6:47
6. Smashing The Opponent (J.Viewz Remix) – 4:44